# Jackie Cooper
John "Jackie" Cooper Jr. (født 15. september 1922, død 3. maj 2011) var en amerikansk skuespiller, tv-instruktør, producent og filminstruktør. Han var en af de børneskuespillere, der gjorde overgangen til en skuespillerkarriere selv som voksen. Han er den yngste nominerede for en Oscar for bedste mandlige hovedrolle for titelrollen i filmen Skippy (1931).
Jackie Cooper's far forlod familien, da Jackie kun var to år gammel. Hans mor var en pianist og tidlig barndomsskuespiller. Hans onkel var en manuskriptforfatter og hans tante var skuespiller og gift med instruktøren Norman Taurog.

## Filmografi
- Superman (1978)